# Юсупов, Махмуд
Махмуд Юсупов (3 января 1878 — 29 мая 1922) — российский исламский деятель, первый имам Соборной мечети Ярославля.

## Биография
Родился 3 января 1878 года в населённой тарами-мишарями исламской деревне Антяровка, входившей на тот момент в Уразовскую волость Сергачского уезда Нижегородской губернии. Окончил мектеб в родном селе. Затем учился в одном из казанских медресе, одним из его мударрисов был Салихджан Баруди, брат Галимджана Баруди.
После окончания медресе вернулся в родное село. В 1907 году вместе с семьёй переехал в Ярославль. Там он стал главой местной махалли (мусульманской общины). Под руководством Юсупова и при его активном участии было завершено возведение Ярославской мечети, о которой уже в течение долгого времени просила власти мусульманская община города. Также при мечети был открыт мектеб. После открытия мечети Махмуд Юсупов стал первым её имамом.
Умер 29 мая 1922 года в Ярославле. Причиной смерти, согласно записи в книге актов о смертях, был сыпной тиф. Похоронен на мусульманском кладбище Ярославля.

### Личная жизнь
Супругой Махмуда Юсупова была уроженка его родного села Халифа бинт Минажетдинова. У них было трое детей, в том числе дочь Зейнеп (р.1903) и сын Жефяр (Джафар) (р.1905).